# Диета из Санта-Клариты
«Дие́та из Са́нта-Клари́ты» (англ. Santa Clarita Diet) — американский комедийный телесериал с элементами хоррора. Сериал создан Виктором Фреско для онлайн-сервиса Netflix; главные роли исполнили Дрю Бэрримор и Тимоти Олифант. Фреско является шоураннером сериала, а также занимает должность исполнительного продюсера вместе с Бэрримор, Олифантом, Аароном Капланом, Трейси Катски, Крисом Миллером и Эмбер Трусделл.
Первый сезон состоит из 10 эпизодов, которые стали доступны онлайн 3 февраля 2017 года. 29 марта сериал был продлён на второй сезон, премьера которого состоялась 23 марта 2018 года. 8 мая 2018 года Netflix продлил сериал на третий сезон, который вышел 29 марта 2019 года.
26 апреля 2019 года сериал был закрыт после трёх сезонов.

## Сюжет
Супружеская чета Шейла и Джоэл (Бэрримор и Олифант) являются риэлторами в Санта-Кларите, штат Калифорния. Жизнь пары резко меняется, когда Шейла превращается в зомби и вынуждена питаться человеческой плотью.

## В ролях

### Основной состав
- Дрю Бэрримор — Шейла Хаммонд, жена Джоэла и мать Эбби
- Тимоти Олифант — Джоэл Хаммонд, муж Шейлы и отец Эбби
- Лив Хьюсон — Эбби Хаммонд, дочь Шейлы и Джоэла
- Скайлер Джизондо — Эрик Бемис, сосед Эбби и пасынок Дэна

### Второстепенный состав
- Рикардо Антонио Чавира — Дэн Палмер, заместитель шерифа, отчим Эрика и сосед Шейлы и Джоэла (сезон 1)
- Мэри Элизабет Эллис — Лиза Палмер, жена Дэна и мать Эрика
- Энди Рихтер — Карл Коби, босс Хаммондов
- Ричард Т. Джонс — Рик, офицер полиции, друг и сосед Джоэла
- Джой Османски — Алондра, жена Рика
- Кайла Брайант — Сара, одноклассница Эбби и Эрика
- Нейтан Филлион и Алан Тьюдик — Гэри Уэст, коллега Хаммондов
- Натали Моралес — Энн Гарсиа, заместитель шерифа
- Томас Леннон — Андрей Новак, директор в школе Эбби
- Рамона Янг — Рамона, сотрудница Rite Aid
- Грейс Забриски — миссис Бакавич, бабушка-сербка Новака
- ДеОбия Опарей — Локи Хэйес, осуждённый
- Порша де Росси — доктор Кора Вулф, учёный, изучающая зомби
- Захари Найтон — Пол, муж Марши, охотник на зомби
- Джай Янг Хан — Марша, жена Пола
- Мэтт Шайвли — Кристиан, одноклассник Эбби и Эрика

## Эпизоды
| Сезон | Серии | Серии | Даты показа    | Даты показа    |
| ----- | ----- | ----- | -------------- | -------------- |
| 1     | 10    | 10    | 2 февраля 2017 | 2 февраля 2017 |
| 2     | 10    | 10    | 23 марта 2018  | 23 марта 2018  |
| 3     | 10    | 10    | 29 марта 2019  | 29 марта 2019  |

### Сезон 1 (2017)
| № общий | № в сезоне | Название                                                              | Режиссёр      | Автор сценария                | Дата премьеры |
| ------- | ---------- | --------------------------------------------------------------------- | ------------- | ----------------------------- | ------------- |
| 1       | 1          | «So Then a Bat or a Monkey» «Так что тогда летучая мышь или обезьяна» | Рубен Флейшер | Виктор Фреско                 | 14 марта 2017 |
| 2       | 2          | «We Can't Kill People!» «Мы не можем убивать людей!»                  | Рубен Флейшер | Виктор Фреско                 | 14 марта 2017 |
| 3       | 3          | «We Can Kill People» «Мы можем убивать людей»                         | Марк Баклэнд  | Клэй Грэхэм                   | 14 марта 2017 |
| 4       | 4          | «The Farting Sex Tourist» «Пукающий секс-турист»                      | Кен Куопис    | Майкл А. Росс                 | 14 марта 2017 |
| 5       | 5          | «Man Eat Man» «Люди едят людей»                                       | Марк Баклэнд  | Чадд Джиндин                  | 14 марта 2017 |
| 6       | 6          | «Attention to Detail» «Внимание к деталям»                            | Крейг Зиск    | Лейла Кохан-Миччио            | 14 марта 2017 |
| 7       | 7          | «Strange or Just Inconsiderate?» «Странно или просто некрасиво?»      | Линн Шелтон   | Бен Смит                      | 14 марта 2017 |
| 8       | 8          | «How Much Vomit?» «Сколько было рвоты?»                               | Стив Пинк     | Аарон Браунстин и Саймон Ганц | 14 марта 2017 |
| 9       | 9          | «The Book!» «Книжка!»                                                 | Тамра Дэвис   | Сара Уолкер                   | 14 марта 2017 |
| 10      | 10         | «Baka, Bile and Baseball Bats» «Бака, желчь и бейсбольные биты»       | Дин Паризо    | Клей Грейам                   | 14 марта 2017 |

### Сезон 2 (2018)
| № общий | № в сезоне | Название                                                     | Режиссёр      | Автор сценария                | Дата премьеры |
| ------- | ---------- | ------------------------------------------------------------ | ------------- | ----------------------------- | ------------- |
| 11      | 1          | «No Family is Perfect» «Ни одна семья не является идеальной» | Кен Куопис    | Виктор Фреско                 | 23 марта 2018 |
| 12      | 2          | «Coyote in Yoga Pants» «Койот в штанах для йоги»             | Марк Баклэнд  | Майкл А. Росс                 | 23 марта 2018 |
| 13      | 3          | «Moral Gray Area» «Моральная серая зона»                     | Кен Куопис    | Клэй Грэхэм                   | 23 марта 2018 |
| 14      | 4          | «The Queen of England» «Английская королева»                 | Адам Аркин    | Чадд Джиндин                  | 23 марта 2018 |
| 15      | 5          | «Going Pre-med» «Мы профи»                                   | Марк Баклэнд  | Бен Смит                      | 23 марта 2018 |
| 16      | 6          | «Pasión» «Страсть»                                           | Стив Пинк     | Аарон Браунстин и Саймон Ганц | 23 марта 2018 |
| 17      | 7          | «A Change of Heart» «Перемена сердца»                        | Джафар Махмуд | Мелисса Хантер                | 23 марта 2018 |
| 18      | 8          | «Easels and War Paint» «Мольберты и боевой раскрас»          | Стив Пинк     | Кэйтлин Мирс                  | 23 марта 2018 |
| 19      | 9          | «Suspicious Objects» «Объекты для подозрений»                | Джеми Бэббит  | Роми Барта                    | 23 марта 2018 |
| 20      | 10         | «Halibut!» «Палтус!»                                         | Марк Баклэнд  | Виктор Фреско                 | 23 марта 2018 |

### Сезон 3 (2019)
| № общий | № в сезоне | Название                                                                  | Режиссёр      | Автор сценария                | Дата премьеры |
| ------- | ---------- | ------------------------------------------------------------------------- | ------------- | ----------------------------- | ------------- |
| 21      | 1          | «Wuffenloaf» «Вуффенлоф»                                                  | Марк Баклэнд  | Виктор Фреско                 | 29 марта 2019 |
| 22      | 2          | «Knighttime» «Время рыцарей»                                              | Кен Куопис    | Майкл А. Росс                 | 29 марта 2019 |
| 23      | 3          | «We Let People Die Every Day» «Люди умирают каждый день»                  | Гита Патель   | Клэй Грэхэм                   | 29 марта 2019 |
| 24      | 4          | «More of a Cat Person» «Я предпочитаю кошек»                              | Энди Аккерман | Бен Смит                      | 29 марта 2019 |
| 25      | 5          | «Belle and Sebastian Protect the Head» «Белль и Себастьян берегут голову» | Марк Баклэнд  | Мелисса Хантер                | 29 марта 2019 |
| 26      | 6          | «The Chicken and the Pear» «Курица и груша»                               | Ребекка Эшер  | Аарон Браунстин и Саймон Ганц | 29 марта 2019 |
| 27      | 7          | «A Specific Form of Recklessness» «Беспечность особого вида»              | Кен Куопис    | Кэйтлин Мирс                  | 29 марта 2019 |
| 28      | 8          | «Forever!» «Вечно!»                                                       | Адам Аркин    | Майкл А. Росс                 | 29 марта 2019 |
| 29      | 9          | «Zombody» «Зомнительный тип»                                              | Стив Пинк     | Клэй Грэхэм                   | 29 марта 2019 |
| 30      | 10         | «The Cult of Sheila» «Культ Шейлы»                                        | Марк Баклэнд  | Виктор Фреско                 | 29 марта 2019 |

## Отзывы критиков
«Диета из Санта-Клариты» получила смешанные и положительные отзывы критиков. На Rotten Tomatoes первый сезон держит 71 % «свежести», что основано на 51-й рецензии со средним рейтингом 7,9/10. Критический консенсус сайта гласит: «Сериал „Диета из Санта-Клариты“ обладает великолепным актёрским составом, большим количеством смешных моментов и увлекательным сюжетом, однако обилие крови может не всем прийтись по вкусу». На Metacritic сезон получил 67 баллов из ста, что основано на 30 «в целом положительных» отзывах.